# Mohamed Wali Akeik
Mohamed Wali Akeik, né en 1951 à Laâyoune, est le Premier ministre de la République arabe sahraouie démocratique. Il a été désigné à ce poste par le président de la RASD, Brahim Ghali, le 4 février 2018. Akeik est membre du Front Polisario.

## Biographie
Wali Akeik est né en 1950 à El-Ayoun (Laâyoune), la capitale du territoire, alors appelé Sahara espagnol.
Il est nommé le 4 février 2018 par le Président Brahim Ghali, en remplacement d’Abdelkader Taleb Oumar, qui a été premier ministre depuis 2003.